# 연구개발특구진흥재단
재단법인 연구개발특구진흥재단(硏究開發特區振興財團, Korea Innovation Foundation)은 연구개발특구육성계획에 따라 각 특구의 총괄관리를 일원화하기 위해 기존의 연구개발특구지원본부를 확대·개편하여 2012년 7월 27일 설립된 과학기술정보통신부 산하 재단법인이다. 대전광역시 유성구 엑스포로123번길 27-5 (도룡동)에 위치하고 있다.

## 설립 근거
- 연구개발특구의 육성에 관한 특별법

## 주요 업무
- 특구의 개발 및 관리·운영과 관련된 다음 각 목의 사업

- 토지·건물, 연구개발 관련 시설 및 기자재에 대한 취득·개발·공급 및 관리
- 용수, 에너지, 정보통신, 교통 및 유통 시설 등 기반시설의 설치
- 학교와 병원 등 특구의 생활환경의 개선을 위한 교육·보건의료·문화·체육·복지 시설의 유치·설치 및 관리·운영
- 연구개발 성과물의 전시·홍보, 과학기술 인식 향상을 위한 시설의 설치 및 유치
- 특구관리계획의 수립 지원 및 그 집행에 관한 업무
- 교육·연구 및 사업화 시설구역과 산업시설구역에서의 매각, 임대, 그 사후관리 및 입주에 관한 업무
- 특구 구조고도화에 관한 업무
- 환경친화적 특구의 구축 및 환경오염방지에 관한 업무
- 그 밖에 입주기업체·입주기관의 활동지원 등 특구의 운영에 필요한 업무
- 특구의 연구개발과 그 사업화를 촉진하기 위한 다음 각 목의 사업

- 특구육성사업의 추진에 대한 지원
- 대학·연구소 및 기업 사이의 교류 증진
- 지식재산권 관리에 대한 지원
- 교수·연구원 등에 대한 창업 지원
- 사업화 관련 사업에 대한 지원
- 연구개발 전문 인력과 사업화 지원 인력의 양성 및 교육
- 기업 등에 대한 경영 지원 서비스 제공
- 기업 또는 회사에 대한 투자를 목적으로 결성된 투자조합에의 참여
- 특구와 관련된 다음 각 목의 투자유치사업

- 국내외 투자유치와 이를 위한 마케팅 및 홍보
- 국내외 투자자에 대한 상담·안내·홍보·조사와 민원사무의 처리 대행 등 종합적 지원
- 그 밖에 내국인과 외국인 투자 지원을 위하여 필요한 사항
- 지식경제부장관이 정하는 수익사업
- 그 밖에 지식경제부장관, 관계 중앙행정기관의 장 또는 관할 지방자치단체의 장이 위탁하는 업무